# We're Not Married!
We're Not Married! és una pel·lícula de comèdia romàntica d'antologia nord-americana de 1952 dirigida per Edmund Goulding. Va ser llançada per 20th Century Fox.
El guió va ser escrit per Nunnally Johnson, mentre que la història va ser adaptada per Dwight Taylor de l'obra inèdita de Gina Kaus i Jay Dratler If I Could Remarry (si em poguès recasar).
La pel·lícula és protagonitzada per Ginger Rogers, Fred Allen, Victor Moore, Marilyn Monroe, David Wayne, Eve Arden, Paul Douglas, Eddie Bracken i Mitzi Gaynor. Els coprotagonistes inclouen Louis Calhern, Zsa Zsa Gabor, James Gleason, Paul Stewart i Jane Darwell.

## Argument
Quan l'ancià Sr. Bush és nomenat jutge de pau, comença a casar parelles des de la vigília de Nadal, sense fixar-se que el seu nomenament entra en vigor el primer de gener. Més tard, aquest tema es coneix quan una de les sis parelles amb qui es va casar sol·licita el divorci. Per evitar un escàndol més gran, les cinc parelles restants són informades que no estan realment casades. Aleshores, la pel·lícula mostra com reaccionen les altres parelles davant la notícia.

## Repartiment
- Victor Moore com a Melvin Bush, jutge de pau
- Ginger Rogers com a Ramona Gladwyn
- Fred Allen com a Steve Gladwyn
- Marilyn Monroe com a Annabel Jones Norris
- David Wayne com a Jeff Norris
- Eve Arden com a Katie Woodruff
- Paul Douglas com a Hector Woodruff
- Eddie Bracken com a Willie Fisher
- Helene Stanley com a Mary
- Mitzi Gaynor com a Patricia 'Patsy' Reynolds Fisher
- Louis Calhern com a Freddie Melrose
- Zsa Zsa Gabor com a Eve Melrose
- James Gleason com a Duffy
- Paul Stewart com a adbocat Stone
- Jane Darwell com a Mrs. Bush
- Lee Marvin com a Pinky
- Gloria Talbott com a noia en seqüència de somnis
- Richard Buckley com el productor de ràdio Sr. H.D. Graves

## Recepció
Bosley Crowther de The New York Times va escriure: "cal dir que el Sr. Johnson i el Sr. Goulding van tallar bé els seus girs i van sortir amb un entreteniment a mida que és un dels més àgils de l'any". El segment favorit de Crowther "sobretot a causa de la divertida demostració de confusió i triomf radiant que fa Louis Calhern; és el petit drama en què un milionari de Texas confon una esposa intrigant i el seu advocat que estan intentant esquilar-lo amb el vell joc de l'exèrcit. En aquest, el Sr. Calhern és deliciós mentre parpelleja i es retorça impotent a través de les evidents vergonyes d'un enquadrament i els posteriors cops de la matança. I després és molt àgil mentre troba la seva carta d'as i es gira sobre els seus implacables assetjadors..."
La taquilla va ser de 2 milions de dòlars.